# Phil Terranova
Phil Terranova est un boxeur américain né le 4 septembre 1919 à New York et mort le 16 mars 2000.

## Carrière
Passé professionnel en 1941, il devient champion du monde des poids plumes NBA (National Boxing Association) le 16 août 1943 après sa victoire par KO au 8e round contre Jackie Callura. Terranova conserve son titre lors du combat revanche puis est battu par Sal Bartolo le 10 mars 1944. Il met un terme à sa carrière en 1949 sur un bilan de 67 victoires, 21 défaites et 11 matchs nuls.